# You Know How We Do It
"You Know How We Do It" é o segundo single do quarto álbum de estúdio de Ice Cube, Lethal Injection. Foi lançado como um single de 12 polegadas em 2 de Fevereiro de 1994. usa um sample de "The Show Is Over" de Evelyn Champagne King e usa uma interpretação de "Funky Worm" de The Ohio Players. Eventualmente, Mariah Carey sampleou "You Know How We Do It" em sua canção "Irresistible (Westside Connection)" do seu álbum de 2002 Charmbracelet.

## Videoclipe
O video clipe foi filmado em Las Vegas, Nevada e apresentou Ice Cube dirigindo um Jaguar XJS conversível e jogando nos cassinos.

## Faixas
1. "You Know How We Do It"
2. "You Know How We Do It (Instrumental)"
3. "2 n The morning"
4. "2 n The Morning (Instrumental)"

## Posições nas paradas musicais
| Parada musical                               | Posição |
| -------------------------------------------- | ------- |
| Estados Unidos (Billboard Hot 100)           | 30      |
| Estados Unidos (Billboard R&B/Hip-Hop Songs) | 21      |
| Estados Unidos (Billboard Hot Rap Songs)     | 5       |